# Cultura dels kurgans
|  | Aquest article tracta sobre la cultura neolítica. Vegeu-ne altres significats a «Kurgan (desambiguació)». |

La cultura dels kurgans fou una cultura neolítica que es va desenvolupar abans del III mil·lenni aC al sud d'Ucraïna i Rússia.
L'origen del terme «cultura dels kurgans» es deu a l'arqueòloga lituana Marija Gimbutas (1921-1994), que el va utilitzar el 1956 per a englobar una àmplia varietat de comunitats originàries de les estepes del mig i baix Volga, que, segons ella, haurien envaït Europa central i n'haurien modificat el caràcter ètnic i cultural. Aquesta teoria ha estat criticada i matisada.
El terme «kurgan» prové de la paraula russa (d'origen turc) que designa un enterrament proveït d'un túmul, sota el qual hi ha la cambra funerària, normalment construïda en fusta. Aquest va ser el mètode d'enterrament usat per molts pobles de les estepes euroasiàtiques des del IV mil·lenni aC (els grups kurgans de Gimbutas) fins als segles V i VI dC (quan els utilitzaven els huns i els nòmades magiars). Avui en dia, encara es poden veure molts kurgans o kurhans a Ucraïna, on sobresurten de les estepes.
El pobles de la cultura dels kurgans eren seminòmades i vivien en cases mig enterrades i d'estructura simple.

## La hipòtesi dels kurgans. La connexió amb els indoeuropeus

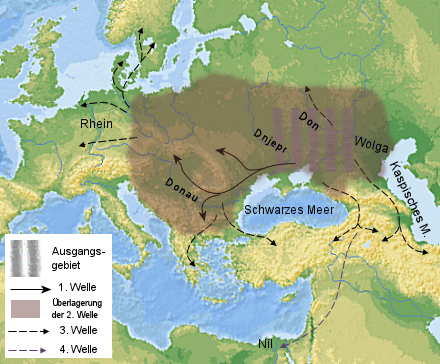
D'acord amb la hipòtesi dels kurgans, el cor primitiu dels indoeuropeus s'identificaria amb el complex de les cultures dels kurgans al nord de la mar Negra (l'àrea de l'antiga Sarmàcia). En una fase antiga (després del 4500 aC) es perdria la branca d'Anatòlia (potser la cultura de Cernavoda) i la branca tocària (probablement la cultura d'Afanasevo). Succesivament van aparèixer les altres branques

Les hipòtesis proposades (en particular per Marija Gimbutas), han associat les primeres cultures dels kurgans amb els protoindoeuropeus. La cultura d'Andrónovo ha estat particularment associada amb els iranians de Sibèria, associats amb els escites.
La hipòtesi més acceptada actualment és que els pobles indoeuropeus habitaven en algunes regions del sud de Rússia, al voltant de la mar Negra (la cultura dels kurgan de la destral de guerra, la cultura de Sredny-Stog), proposada per Marija Gimbutas. Aquesta hipòtesi és recolzada també pels resultats de la investigació genètica moderna de Luigi Luca Cavalli-Sforza (va investigar al sud de Rússia el III component principal de la composició genètica de les poblacions europees modernes).
La proposta que les cultures dels kurgans estiguin connectades als prototurcs es troba amb una sèrie de problemes lingüístics i antropològics.

### Antropologia física
Tot i que els kurgans són essencialment un fenomen cultural, s'observa que a les estepes occidentals (però en etapes primerenques, fins i tot fins a Mongòlia i a les muntanyes d'Altai-Saian) els cadàvers trobats als túmuls presenten característiques manifestament caucasianes. En particular, donada l'alta estatura, la forma del crani i altres característiques que es troben amb freqüència en els kurgans, sens dubte es pot dir que almenys en les primeres etapes de les cultures dels kurgans es van estendre entre una població caucasiana del tipus cromanyoide.
Posteriorment, en les regions orientals, es veu l'aparició de trets mongoloides (probablement ja en la cultura de Karasuk), com es pot veure en els kurgans de Pazirik, un fenomen que sembla acompanyar la substitució de les llengües iràniques a l'Àsia central i Sibèria per les llengües altaiques.

## Els kurgans

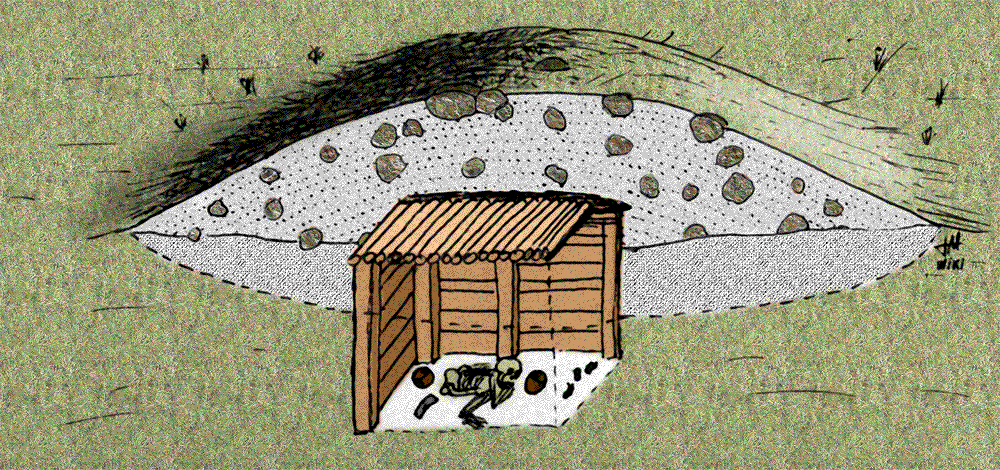
Tomba kurgan

Els kurgans són tombes típiques de l'edat del bronze que es poden trobar des del massís de l'Altai fins al Caucas, Romania i Bulgària. Encara que són més freqüents als territoris europeus i a l'Àsia central, l'enterrament tumular es va expandir més enllà d'aquests llocs.
Des del començament del II mil·lenni aC es pot reconèixer clarament les varietats regionals derivades de la cultura dels kurgans (tombes individuals), mentre que a Rússia la tradició dels kurgans va persistir durant més temps (catacumbes).
De vegades són estructures molt complexes, amb subdivisió de l'espai i cambres internes, que conformen una macrotomba amb diferents habitacions. A la cambra mortuòria, al centre de l'estructura, s'enterrava els membres de l'elit dirigent amb aixovars i ofrenes rituals, amb freqüència cossos de cavalls i carros de guerra, però també atuells, armes, etc.
Els túmuls són de mides variables, des de 7 a 8 metres de diàmetre, per 2 metres d'alt, fins a mides tan considerables com els 500 metres de diàmetre de base per 20 metres d'alt per als kurgans de Sibèria, o els 350 metres de base per 76 metres d'alt del mausoleu de Qin Shi Huang.

## Periodització i arqueologia

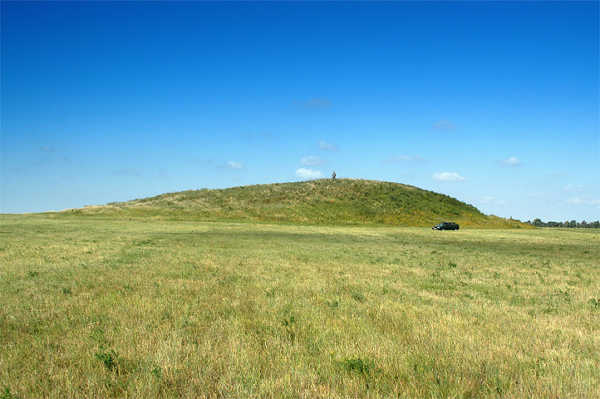
Kurgan de Sarmàcia del a Filipovka, al sud dels Urals, Rússia. Aquest kurgan va ser excavat sota la direcció de l'Institut d'Arqueologia de l'Acadèmia Russa de les Ciències, pel catedràtic L. Yablonsky, en l'estiu de 2006. Va ser el primer kurgan completament destruït i tornat a reconstruir amb el seu aspecte original

Els kurgans van ser construïts bàsicament durant la protohistòria (edat del coure, del bronze i del ferro), però també en l'època clàssica.

### Cultura iamna(3200-2300 aC)
La cultura iamna data del Calcolític tardà i del bronze inicial, i es troba en les estepes pòntiques (regió del Buh meridional-Dnièster-Urals). Va ser predominantment nòmada, però es practicava l'agricultura a les ribes dels rius, i hi havia alguns poblats fortificats.
La característica principal d'aquesta cultura són les inhumacions en tombes excavades al terra i amb un túmul (kurgan). El cos es troba en posició de decúbit supí amb les cames doblegades. Els cossos apareixen coberts d'ocre, per això se l'ha anomenat la cultura de les tombes d'ocre. Les ofrenes i aixovars dels inhumats consisteixen en bestiar sacrificat, com porcs, ovelles i, molt més important, cavalls.
Aquesta cultura va ser considerada durant molt de temps pels difusionistes com l'origen dels protoindoeuropeus tardans, així com la seva localització va ser considerada el lloc de naixement (urheimat) de la llengua indoeuropea.

### Cultura d'Andronovo(2300-1000 aC)
La cultura d'Andronovo és una col·lecció de diverses cultures que van florir en el bronze final a Sibèria i les estepes asiàtiques. Se n'han identificat com a mínim 4 subcultures:
- Sintashta-Petrovka-Arkaim (2200-1600 aC)
- Alakul (2100-1400 aC)
- Alekseyevka (1300-1100 aC)
- Fedorovo (1500-1300 aC)

El seu límit per l'oest correspon al territori de la cultura Srubna, pel nord amb la taigà, per l'est amb la depressió Minusinsk i pel sud fins al Tian Shan, la serralada del Pamir, i Kopet Dag.
Eren un poble de pastors nòmades, identificats amb la cultura del cavall, com gairebé tots els pobles d'Àsia.
Els kurgans d'aquesta regió seguien una tradició provinent de l'edat del bronze i amb continuïtat en l'edat del ferro. El túmul podia ser de pedra o terra i tenia sempre una o diverses cistes en pedra (cofre) a l'interior, cadascuna amb una sepultura. Els diàmetres podien ser d'entre 7 i 13 metres, i una conservació del túmul d'entre 0,55 i 2,5 metres. Les fosses eren ovals o rectangulars, i els cossos s'orientaven del nord-oest al sud-est, i s'enterraven a profunditats de 2,3 metres. L'individu es col·locava en decúbit dorsal, amb el crani en l'orientació nord-oest, els braços estirats al costat del cos i les cames paral·leles.
De l'edat del ferro final es coneixen encara kurgans a Kazakhstan, amb cistes de pedra i túmul de pedra o terra, però és una tradició en decadència que va desapareixent al llarg d'aquest període.

### Cultura de Srubna(1500-800 aC)
La cultura Srubna és una cultura del bronze tardà, situada al llarg i per sobre de la riba nord del mar Negre, des de la part est del Dnièper, fins a la base nord del Caucas i fins a l'àrea confrontant a la riba nord de la mar Càspia, creuant el Volga fins al domini aproximat de la contemporània i, d'alguna manera relacionada, cultura d'Andronovo (Kazakhstan).
Les tombes estaven fetes de fusta, i d'aquí la seva denominació en anglès de «Timber Graves» ('tombes de fusta'). La cultura de Srubna és successora de la cultura iamna (3200-2300 aC), la cultura de les catacumbes i la cultura d'Abashevo, i va ser succeïda, al seu torn, pels escites i els sàrmates en el I mil·lenni aC, i després pels khàzars i cumans al I mil·lenni dC.

### Cultura dels escites(700-1 aC)
Els escites eren pastors nòmades a cavall que parlaven una llengua indoiraniana, que van dominar les estepes pòntiques durant el I mil·lenni aC, amb relacions amb els sàrmates fins que aquests van envair les seves terres i els van dominar. Gairebé tota la informació sobre aquest poble prové dels autors clàssics grecs, especialment de les Històries d'Heròdot. Se'ls coneix també per les magnífiques manufactures en or trobades en les seves tombes tumulars.
També els sàrmates, huns, les cultures de Cuman i els pazyryk van practicar aquest tipus d'enterraments.